# إكسرخسية البطريركية الكاثوليكية المارونية في الأردن
إكسرخسية البطريركية الكاثوليكية المارونية في الأردن: (بالإنجليزية: Maronite Catholic Patriarchal Exarchate of Jordan)‏ هي مطرانية بطريركية تابعة للكنيسة المارونية، تخضع مباشرة لبطريركية أنطاكية المارونيين. في عام 2018 ، كان هناك 1000 عضو. يحكمها حاليًا المطران موسى ال حاج ، الرهبانية الأنطونية (O.A.M).

## الإقليم والإحصاءات
مددت المطرانية اختصاصها على المؤمنين الكاثوليك المارونيين في الأردن، وتقع في عمان. يتضمن اثنين من الأبرشيات. بلغ عدد أعضاءها 1000 عضو في عام 2018.

## التاريخ
في 5 مايو 1985، بعد عامين من المؤتمر الإفخارستي الدولي الذي عقد في القدس، تم تعيين نائب بطريركي في الأرض المقدسة للقاء المارونيين اللبنانيين الذين كانوا يعيشون هناك  حتى ذلك الحين معتمدين مباشرة على أبرشية صور المارونية الكاثوليكية.
تم إقامة المطرانية البطريركية في الأردن في 5 أكتوبر 1996.
منذ إقامتها، كانت مسؤولة عن رعاية رعية أبرشية حيفا والأرض المقدسة المارونية الكاثوليكية ، وهو شخصها المطران.

## إكسرخس البطاركة

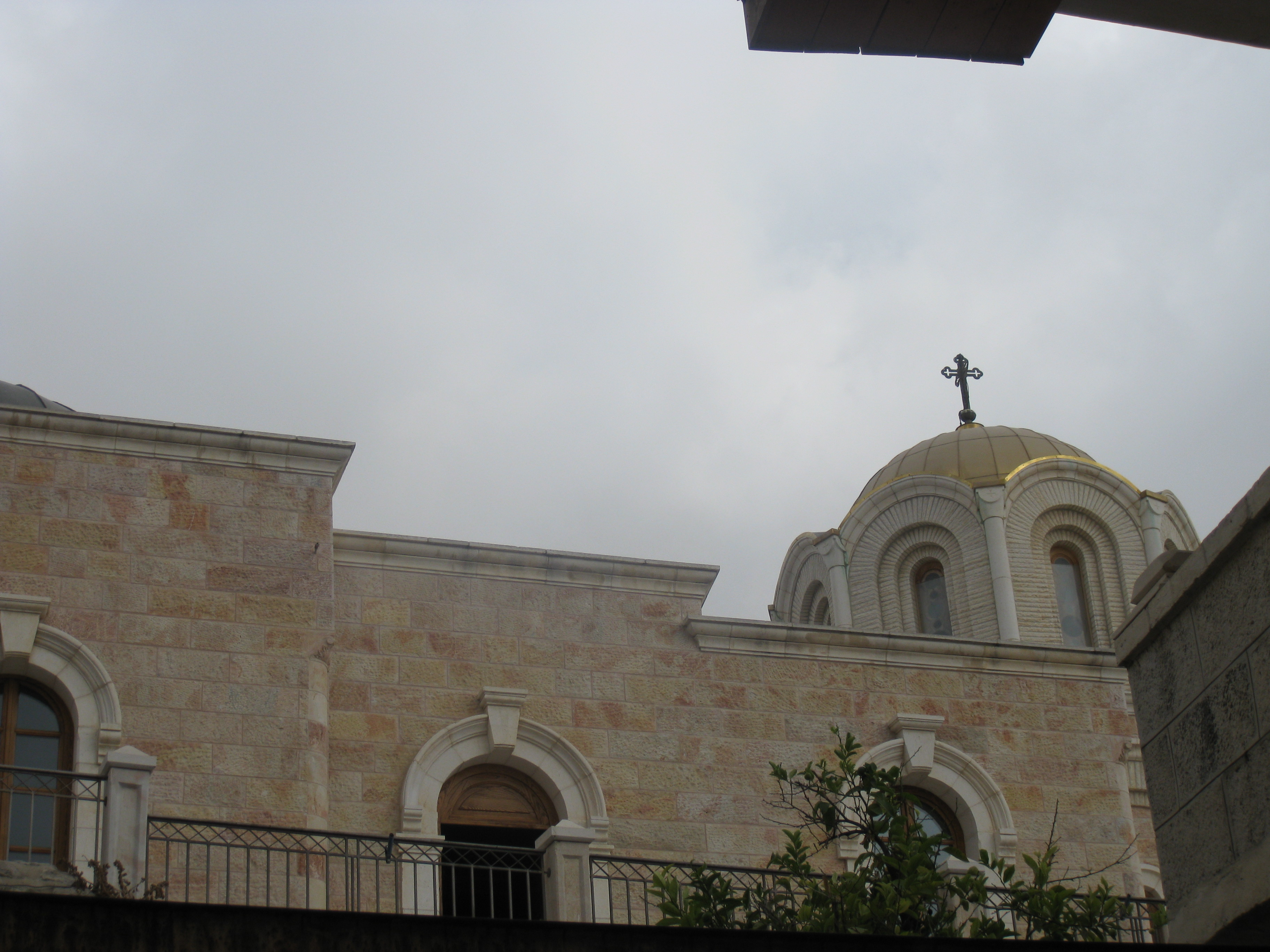
صورة لكنيسة بطريكية

بول نبيل الصايغ (5 أكتوبر 1996 - 6 يونيو 2011 تعيين رئاسة أبرشية شخصية للديوان البطريركي لبطريركية أنطاكية المارون)  موسى الحاج، الرهبانية الأنطوانية (O.A.M). ، (منذ 16 يونيو 2012).